# 第11回クリティクス・チョイス・アワード
11th Critics' Choice Awards
2006年1月9日
作品賞: 

『ブロークバック・マウンテン』
第11回クリティクス・チョイス・アワードは、放送映画批評家協会によって2005年の映画に贈られる賞で、2006年1月9日に発表された。

## 作品トップ10
（アルファベット順）
1. 『ブロークバック・マウンテン』
2. 『カポーティ』
3. 『シンデレラマン』
4. 『ナイロビの蜂』
5. 『クラッシュ』（アカデミー作品賞受賞作）
6. 『グッドナイト&グッドラック』
7. 『キング・コング』
8. 『SAYURI』
9. 『ミュンヘン』
10. 『ウォーク・ザ・ライン/君につづく道』

## 受賞・ノミネート一覧

### 主演男優賞
- フィリップ・シーモア・ホフマン - 『カポーティ』
  - ラッセル・クロウ - 『シンデレラマン』
  - テレンス・ハワード - 『ハッスル&フロウ』
  - ヒース・レジャー - 『ブロークバック・マウンテン』
  - ホアキン・フェニックス - 『ウォーク・ザ・ライン/君につづく道』
  - デヴィッド・ストラザーン - 『グッドナイト&グッドラック』

### 主演女優賞
- リース・ウィザースプーン - 『ウォーク・ザ・ライン/君につづく道』
  - ジョアン・アレン - 『ママが泣いた日』
  - ジュディ・デンチ - 『ヘンダーソン夫人の贈り物』
  - フェリシティ・ハフマン - 『トランスアメリカ』
  - キーラ・ナイトレイ - 『プライドと偏見』
  - シャーリーズ・セロン - 『スタンドアップ』

### アニメ映画賞
- 『ウォレスとグルミット 野菜畑で大ピンチ!』
  - 『チキン・リトル』
  - 『ティム・バートンのコープスブライド』
  - 『ハウルの動く城』
  - 『マダガスカル』

### キャスト賞
- 『クラッシュ』
  - 『グッドナイト&グッドラック』
  - 『レント』
  - 『シン・シティ』
  - 『シリアナ』

### 作曲賞
- ジョン・ウィリアムズ - 『SAYURI』
  - ジェームズ・ホーナー - 『ニュー・ワールド』
  - グスターボ・サンタオラヤ - 『ブロークバック・マウンテン』
  - ナンシー・ウィルソン - 『エリザベスタウン』

### 監督賞
- アン・リー - 『ブロークバック・マウンテン』
  - ジョージ・クルーニー - 『グッドナイト&グッドラック』
  - ポール・ハギス - 『クラッシュ』
  - ロン・ハワード - 『シンデレラマン』
  - ピーター・ジャクソン - 『キング・コング』
  - スティーヴン・スピルバーグ - 『ミュンヘン』

### ドキュメンタリー映画賞
- 『皇帝ペンギン』
  - 『エンロン 巨大企業はいかにして崩壊したのか?』
  - 『グリズリーマン』
  - 『ステップ!ステップ!ステップ!』
  - 『マーダーボール』

### ファミリー映画賞
- 『ナルニア国物語/第1章:ライオンと魔女』
  - 『チャーリーとチョコレート工場』
  - 『夢駆ける馬ドリーマー』
  - 『ハリー・ポッターと炎のゴブレット』

### 作品名
- 『ブロークバック・マウンテン』
  - 『カポーティ』
  - 『シンデレラマン』
  - 『ナイロビの蜂』
  - 『クラッシュ』
  - 『グッドナイト&グッドラック』
  - 『キング・コング』
  - 『SAYURI』
  - 『ミュンヘン』
  - 『ウォーク・ザ・ライン/君につづく道』

### コメディ映画賞
- 『40歳の童貞男』
  - 『キスキス, バンバン』
  - 『ヘンダーソン夫人の贈り物』
  - 『プロデューサーズ』
  - 『ウェディング・クラッシャーズ』

### テレビ映画賞
- 『INTO THE WEST イントゥー・ザ・ウエスト』
  - 『ボブ・ディラン ノー・ディレクション・ホーム』
  - 『ROME［ローマ］』
  - 『ルーズベルト 大統領の保養地』

### 外国語映画賞
- 『カンフーハッスル』  中国/ 香港
  - 『2046』  中国/ フランス/ ドイツ/ 香港
  - 『隠された記憶』  フランス
  - 『オールド・ボーイ』  韓国
  - 『パラダイス・ナウ』  パレスチナ

### 歌曲賞
- "Hustle & Flow" - テレンス・ハワード - 『ハッスル&フロウ』
  - "A Love That Will Never Grow Old" - エミルー・ハリス - 『ブロークバック・マウンテン』
  - "Same in Any Language" - アイ・ナイン - 『エリザベスタウン』
  - "Seasons of Love" - トレイシー・トムズ、ジェシー・L・マーティン、出演者 - 『RENT/レント』
  - "Travelin' Thru" - ドリー・パートン - 『トランスアメリカ』

### サウンドトラック賞
- 『ウォーク・ザ・ライン/君につづく道』
  - 『エリザベスタウン』
  - 『SAYURI』
  - 『プロデューサーズ』
  - 『RENT/レント』

### 助演男優賞
- ポール・ジアマッティ - 『シンデレラマン』
  - ジョージ・クルーニー - 『シリアナ』
  - ケビン・コスナー - 『ママが泣いた日』
  - マット・ディロン - 『クラッシュ』
  - ジェイク・ジレンホール - 『ブロークバック・マウンテン』
  - テレンス・ハワード - 『クラッシュ』

### 助演女優賞
- エイミー・アダムス - Junebug
- ミシェル・ウィリアムズ - 『ブロークバック・マウンテン』
  - マリア・ベロ - 『ヒストリー・オブ・バイオレンス』
  - キャサリン・キーナー - 『カポーティ』
  - フランシス・マクドーマンド - 『スタンドアップ』
  - レイチェル・ワイズ - 『ナイロビの蜂』

### 脚本賞
- ポール・ハギス、ボビー・モレスコ - 『クラッシュ』
  - ノア・バームバック - 『イカとクジラ』
  - ジョージ・クルーニー、グラント・ヘスロヴ - 『グッドナイト&グッドラック』
  - ダン・フッターマン - 『カポーティ』
  - ラリー・マクマートリー、ダイアナ・オサナ - 『ブロークバック・マウンテン』

### 若手男優賞
- フレディ・ハイモア - 『チャーリーとチョコレート工場』
  - アレックス・エテル - 『ミリオンズ』
  - ジェシー・アイゼンバーグ - 『イカとクジラ』
  - オーウェン・クライン - 『イカとクジラ』
  - ダニエル・ラドクリフ - 『ハリー・ポッターと炎のゴブレット』

### 若手女優賞
- ダコタ・ファニング - 『宇宙戦争』
  - フローラ・クロス - 『綴り字のシーズン』
  - ジョージー・ヘンリー - 『ナルニア国物語/第1章:ライオンと魔女』
  - クオリアンカ・キルヒャー - 『ニュー・ワールド』
  - エマ・ワトソン - 『ハリー・ポッターと炎のゴブレット』